# Rete tranviaria di Malaga
La rete tranviaria di Malaga, talora impropriamente definita come "metropolitana", è composta da due linee caratterizzate da alcune tratte sotterranee, per una lunghezza totale di 13,6 km. Entrambe le linee, la linea 1 (contraddistinta dal colore rosso) e la linea 2 (colore blu), sono state inaugurate il 30 luglio 2014.
| caratteristiche                | linea 1 | linea 2 |  |
| ------------------------------ | ------- | ------- |  |
| Lunghezza Totale               | 8,7 km  | 4,9 km  |  |
| Tratta sotterranea             | 5,5 km  | 4,9 km  |  |
| Tratta di superficie           | 3,2 km  | 0 km    |  |
| Distanza media tra le stazioni | 639 mt  | 696 mt  |  |

La rete è gestita dalla Metro Málaga, società formata dalla Fomento de Construcciones y Contratas (FCC), dalla Agencia Obra Pública Junta de Andalucía (AOPJA), dalla Sando, dalla Cajamar, dalla Constructora Vera, dalla Cointer e dalla Comsa Emte.

## Rete
La rete è composta da due linee:
| Linea   | Percorso                             | Inaugurazione | Lunghezza | Stazioni | Tempo di percorrenza |
| ------- | ------------------------------------ | ------------- | --------- | -------- | -------------------- |
| Linea 1 | El Perchel - Andalucía Tech          | 2014          | 8,7 km    | 13       | 20 min               |
| Linea 2 | El Perchel - Palacio de los Deportes | 2014          | 4,9 km    | 8        | 14 min               |

## Materiale rotabile
Su entrambe le linee sono utilizzati normali tram Urbos 3 realizzati dalla CAF, con capacità massima di 202 passeggeri (145 in piedi e 57 seduti). La velocità massima che raggiungono queste unità è di 70 km/h. Lo scartamento è di 1435 mm (scartamento internazionale) ed è elettrificata a 750 vcc, permettendo di tenere tutta la rete connessa. I veicoli sono lunghi 31 m e larghi 2,65.

## Progetti

Logo della società Metro Málaga

### Prolungamenti
| Linea       | Tratta                    | Inizio lavori | Inaugurazione | Lunghezza | Stazioni |
| ----------- | ------------------------- | ------------- | ------------- | --------- | -------- |
| Linee 1 e 2 | El Perchel - Guadalmedina | 2013          | 27 marzo 2023 | 1 km      | 1        |
| Linea 1     | Guadalmedina - Atarazanas | ?             | 27 marzo 2023 | 1,3 km    | 1        |

Venne costruito il prolungamento del tratto comune ad entrambe le linee da El Perchel a Guadalmedina per un totale di un chilometro, la cui inaugurazione era prevista nel 2017, ma slittò a marzo 2023, in cui vennero inaugurate al pubblico entrambe le nuove linee di collegamento.